# Calyptothecium pterobryoides
Calyptothecium pterobryoides là một loài rêu trong họ Pterobryaceae. Loài này được Argent mô tả khoa học đầu tiên năm 1973.